# 麦肯齐·阿诺德
麦肯齐·伊丽莎白·阿诺德（英語：Mackenzie Elizabeth Arnold；1994年2月25日—），澳大利亚女子足球运动员，司职守门员，目前效力于波特兰荆棘足球俱乐部和澳大利亚国家女子足球队。她曾代表澳大利亚参加2020年和2024年夏季奥林匹克运动会女子足球比赛等多场国际赛事。